# Pandanus cissei
Pandanus cissei är en enhjärtbladig växtart som beskrevs av Huynh. Pandanus cissei ingår i släktet Pandanus och familjen Pandanaceae.
Artens utbredningsområde är Mali. Inga underarter finns listade.